# Gordana Sziljanovszka-Davkova
Gordana Sziljanovszka-Davkova (macedónul: Гордана Силјановска-Давкова, Ohrid, 1953. május 11. –) északmacedón jogász, politikus, az ország első női elnöke (2024-től).

## Életpályája
1953. május 11-én született az Ohridi-tó északkeleti partján fekvő Ohridban. Általános és középiskolai tanulmányait Szkopjéban végezte, később a szkopjei Kirill és Metód Egyetem jogi karán tanult, ahol 1978-ban diplomázott, három évvel később pedig mesterfokozatot szerzett, majd 1994-ben doktori címet a Ljubljanai Egyetemen. A diploma után a szintén szkopjei Justinianus Egyetemen kezdte el az oktatói pályáját. Szakterülete az önkormányzati és alkotmányjog, s még a doktori cím elnyerése előtt, 1992 és 1994 között tárca nélküli miniszter volt Branko Crvenkovszki szociáldemokrata kormányában.
Oktatói hivatása mellett az Egyesült Nemzetek Szervezetében (ENSZ) is megfordult tanácsadóként, majd az Európa Tanács Helyi és Regionális Önkormányzatok Kongresszusának alelnöki tisztét töltötte be. 2008 és 2016 között dolgozott az Európa Tanács független alkotmányjogászokból álló testületében, a Velencei Bizottságban. Mindeközben majd kétszáz, alkotmányjoggal foglalkozó írása jelent meg.
A 2019-es elnökválasztáson, a jobboldali nacionalista párt, a Belső Macedón Forradalmi Szervezet – Demokratikus Párt a Macedón Nemzeti Egységért (VMRO-DPMNE) jelöltjeként indult, de akkor még alulmaradt a győztes baloldali politikussal, Sztevo Pendarovszkival szemben. Öt évvel később, a 2024-es választáson ismét megmérettette magát a VMRO-DPMNE színeiben, és már az első fordulóban (április 24.) kétszer annyi szavazatot kapott, mint a baloldali Macedón Szociáldemokrata Unió (SDSM) jelöltjeként újrázó Pendarovszki. A második forduló során (május 8.) ugyancsak ez első helyen végzett, megszerezve a voksok 65,14%-át, míg ellenfelére csak a szavazatok 29,25%-át kapta. Hivatali eskütételére a szkopjei parlamentben került sor május 14-én.